# 平井一幸
平井 一幸（ひらい かずゆき、1947年8月21日 - ）は、日本の元俳優。

## 人物
東映アカデミーに所属していた。
旧芸名は平井 一行。

## 出演作品

### テレビドラマ

#### NHK
- 大河ドラマ
  - 翔ぶが如く 第11話「大獄の嵐」（1990年） - 侍
  - 信長 KING OF ZIPANGU 第4話「切腹」（1992年） - 坂井甚介

#### 日本テレビ
- 気になる嫁さん（1971年）
  - 第1話「愛さなくテワ」
  - 第11話「誓いの言葉を」
- 兄弟拳バイクロッサー 第23話「人を食う毒花!」（1985年）
- 火曜サスペンス劇場
  - 女監察医・室生亜季子 第5作「高価すぎた情事」（1988年）
  - 六月の花嫁シリーズ / 結婚指輪（1990年）
  - 弁護士・高林鮎子 第10作「博多－札幌殺人ルート」（1992年） - 牧口吾郎

#### TBS
- ブラザー劇場 / 刑事くん 第1部 第5話「午前6時はふるさと列車」（1971年）
- 仮面ライダーシリーズ
  - 仮面ライダーストロンガー 第3話「スリラーハウスが子供を呼ぶ!!」（1975年） - 三枝[1]
  - 仮面ライダーBLACK 第13話「ママは怪人養育係」（1988年）
- Gメン'75
  - 第155話「浴槽に浮かんだ死体」（1978年） - 浜岡社長の秘書
  - 第303話「殺し屋新婚夫婦」（1981年）
- 土曜ドラマスペシャル / いたずら電話をする女（1988年）
- HOTEL シーズン1 第5話「サービス」（1990年）
- 新幹線物語'93夏 第6話「にせパーサーが乗ってきた」（1993年）

#### フジテレビ
- 銭形平次 (大川橋蔵)
  - 第470話「甲州獄門坂」（1975年） - 参吉
  - 第495話「身代り鴉」（1975年） - 丑松
- 東映不思議コメディーシリーズ
  - バッテンロボ丸（1983年）
    - 第15話「ひみつ指令 花よめをさがせ!」 - 夫
    - 第46話「お化けを飼う少女ユメコ」 - 八百屋

  - 不思議少女ナイルなトトメス 第50話「サンタを信じる」（1991年） - 清掃局員
  - 有言実行三姉妹シュシュトリアン 第35話「怪奇! C型仮面」（1993年） - 銀行支店長
- ライオン午後のサスペンス / 私は許さない（1984年）
- スケバン刑事 (ドラマ第1作)（1985年）
  - 第3話「爆破魔を追いつめろ!」
  - 第11話「第二部 悪魔の三姉妹編 序章」
  - 第12話「サキ! お前はもう死んでいる!」
- 男と女のミステリー→金曜女のドラマスペシャル→金曜エンタテインメント
  - 離婚夫婦シリーズ 第1作「離婚夫婦の鹿児島殺人ミステリー」（1987年）
  - おふくろシリーズ
    - 第5作「おふくろに脱帽!!」（1989年）
    - 第11作「おふくろの逆襲」（1995年）

  - 美人三姉妹温泉芸者が行く! 第1作「那須なみだ雪殺人事件」（1995年）
- サスペンス・魔 / 鍋とエレベータ（1993年）

#### テレビ朝日
- ジャイアントロボ 第15話「冷却怪獣アイスラー」（1968年） - アイスラー
- 特別機動捜査隊
  - 第573話「老刑事とその娘」（1972年） - 大下
  - 第675話「疑惑の夜」（1974年） - 大平
- 非情のライセンス
  - 第1シリーズ（1973年）
    - 第2話「兇悪の迷路」
    - 第23話「兇悪のシャンソン」

  - 第2シリーズ
    - 第1話「兇悪のアリバイ」（1974年）
    - 第10話「兇悪の星」（1974年）
    - 第96話「兇悪のカムバック」（1976年） - 記者
    - 第102話「自供」（1976年） - 事務員
- イナズマン 第10話「人喰いガスの恐怖!!」（1973年） - 研究員
- キカイダー01 第40話「脱出!! 冷凍ビジンダー危機一髪」（1974年） - 脱走者
- バーディー大作戦 第36話「追出刑事暗殺計画!」（1975年）
- がんばれ!!ロボコン 第49話「ブルリンコン!! パリまで飛ぶぞロボ根性」（1975年）
- 特捜最前線
  - 第3話「禁じられた愛の詩」（1977年）
  - 第13話「愛・弾丸・哀」（1977年）
  - 第52話「羽田発・犯罪専用便329!」（1978年）
  - 第65話「深夜DJ・情死を売る女!」（1978年）
  - 第80話「新宿ナイト・イン・フィーバー」（1978年）
  - 第86話「死んだ男の赤トンボ!」（1978年）
  - 第108話「午前0時に降った死体!」（1979年）
  - 第142話「わが青春のカリフォルニア!」（1979年）
  - 第204話「19才の犯罪日記!」（1981年）
  - 第217話「深夜の密告ファクシミリ!」（1981年）
  - 第299話「蒸発妻を探して!」（1983年）
  - 第324話「紫陽花の見た殺人鬼!」（1983年）
  - 第370話「隅田川慕情!」（1984年）
  - 第425話「あるサラリーマンの死!」（1985年）
  - 第438話「美しい狙撃者! 殺意を呼ぶマネーゲーム!」（1985年）
  - 第447話「約束・消えた女囚!」（1986年）
  - 第494話「下着パーティーを覗いた女!」（1986年）
- スーパー戦隊シリーズ
  - バトルフィーバーJ 第41話「爆破寸前の大逆転」（1979年） - 松野（カットマン）
  - 科学戦隊ダイナマン 第41話「闇に消えた暴走族」（1983年） - ヒロシの父
- それゆけ!レッドビッキーズ - 先生
  - 第40話「キャプテンと100点」（1981年）
  - 第59話「100パーセント片思い」（1981年）
  - 第70話「鬼コーチの恋人戦争」（1982年）
- こども傑作シリーズ / 行け!少年探偵団III・盗まれた答案用紙（1982年） - 野村先生
- メタルヒーローシリーズ
  - 宇宙刑事シャリバン 第17話「新型二階だてバスのふしぎな異次元旅行」（1983年）
  - 特警ウインスペクター 第45話「爆破0秒前の愛」（1990年）
  - 特捜ロボ ジャンパーソン 第46話「NG（ネオギルド）最終決戦!!」（1993年） - 真壁慎一郎
  - ブルースワット 第17話「ズッコケ新隊員」（1994年） - オペレーター
- 土曜ワイド劇場
  - 松本清張の高台の家（1985年）
  - 密会の宿 第2作「消し忘れたビデオの女 通夜にひろがるみだらな噂…」（1986年）
  - 松本清張作家活動40年記念 霧の旗（1991年）
  - 西村京太郎トラベルミステリー
    - 第22作「日本縦断殺人ルート 博多-東京-函館 ブルートレインから途中下車する女」（1992年）
    - 第23作「陸中海岸殺人ルート 釜石-東京 6時間30分の殺意」（1993年）

  - 女ルポライター水上結花 第2作「ブルートレインはやぶさ殺人事件 東京発18時16分、深夜特急に密室トリック!」（1993年）
  - 高橋英樹の船長シリーズ 第5作「思い出の青函連絡船」（1993年）
  - 旅役者葵長五郎（1995年）
  - 終着駅シリーズ
    - 第5作「誇りある被害者」（1996年）
    - 第8作「窓」（1998年）
- 大都会25時 第1話「ホテトル嬢が見た夢は」（1987年）
- はぐれ刑事純情派
  - 第1シリーズ （1988年）
    - 第8話「赤い花が殺人を告発する」
    - 第10話「老人の夢をくう女」
    - 第14話「女装で殺されたエリート」

  - 第2シリーズ 第16話「身代りに死んだ女」（1989年）
  - 第4シリーズ（1991年）
    - 第9話「整形美容・人妻の復讐」
    - 第19話「能登、疑惑の指紋・女で二度しくじった男」

  - 第5シリーズ 第20話「過激なダイエット・盗撮された女子高生」（1992年）
  - 第7シリーズ 第14話「派手好きな女! ニセの呼び出し電話」（1994年）
- 火曜ミステリー劇場
  - 美人女子大生妻探偵と田舎刑事 第2作「特急ひたち奥久慈温泉殺人ルート」（1990年）
  - 西村京太郎スペシャル（高橋英樹版） 第2作「十津川警部の対決」（1991年）
- さすらい刑事旅情編
  - IV 第4話「美人女将の罠・バブルに舞った女と男」（1991年）
  - V 第13話「山形新幹線・殺意の名将戦振り飛車の女」（1993年）

#### 東京12チャンネル（テレビ東京）
- プレイガールQ 第6話「裸のままでさようなら」（1976年）
- UFO大戦争 戦え! レッドタイガー 第3話「お母さんの仮面」（1978年）
- 超光戦士シャンゼリオン 第37話「嵐の前のバケタケ」（1996年）

### 映画
※すべて東映配給作品
- 夜の演歌 しのび恋（1974年） - ター坊
- 新・女囚さそり 701号（1976年）
- 暴力教室（1976年） - 三国
- 天国の駅 HEAVEN STATION（1984年） - 看守